# Magnezitovce
Magnezitovce jsou obec na Slovensku v okrese Revúca. Leží v Revúcké vrchovině asi 12 km jihovýchodně od Revúce. Obec vznikla sloučením obce Kopráš a obce Mníšany. Žije zde 455 obyvatel. První písemná zmínka pochází z roku 1427.

## Kultura a zajímavosti

### Památky
- Evangelický kostel s prvky secese v části Mníšany z roku 1933, který byl postaven na místě staršího tolerančního kostela.
- Klasicistní zvonice, stavba na půdorysu čtverce ze začátku 19. století.